# Чайковський Борис Олександрович
Борис Олександрович Чайковський (рос. Бори́с Алекса́ндрович Чайко́вский; 10 вересня 1925, Москва, Московська губернія, Російська РФСР — 7 лютого 1996, Москва, Росія) — російський композитор. Народний артист СРСР (1982). Народний артист Росії (1985). Лауреат Державної премії СРСР (1969).

## З життєпису
Закінчив Московську консерваторію (1949).
Автор великої кількості симфонічних, камерних та вокальних творів, серед яких 4 симфонії, концерти для кларнета, скрипки, віолончелі та фортепіано з оркестром, 6 струнних квартетів, сонати, вокальні цикли на вірші російських поетів тощо; а також музики до театральних та радіопостановок; написав музику до 36 фільмів, серед яких українська стрічка «Ти молодець, Аніто!» (1956).